# José Garín
José Garín y Vargas (Manila, 1841-Madrid, 20 de febrero de 1907) fue un militar español.

## Biografía
Nació en 1841 en Manila, donde su padre, el brigadier del Ejército Vicente Garín y González, estaba destinado como primer jefe del Regimiento de Asia. Su padre era veterano de la guerra del Perú.
En septiembre de 1857 ingresó como alumno en la Academia del Cuerpo de Ingenieros del Ejército. Ascendió a alférez en 1859, y terminados con gran lucimiento sus estudios (pues obtuvo el número tres de su promoción), fue nombrado teniente el 5 de julio de 1861, y destinado al 1.er Regimiento de guarnición en Madrid.
El general del Cuerpo de Ingenieros Honorato de Saleta narraría del siguiente modo el inicio de Garín en la Academia y su oposición resuelta a los duelos:

Siendo alumno de primer año, entró en la Academia el furor de los desafíos, terminados enérgicamente por el bizarro y sabio director. Mientras duró la furia, la moda llegó a imponerse a la gente moza, con excepción de un subteniente alumno de cuarto año, cuya religiosidad corría parejas con su ejemplar aplicación y envidiable aprovechamiento. Al ser desafiado, contestó terminantemente que no podía, ni debía, ni quería admitir ningún desafío. Fue tildado de cobarde; se trató de su expulsión por los compañeros; sufrió horriblemente y a solas; logró vencerse; y mereció la más bella recompensa cuando, años después, vióse por primera vez en el caso de acreditar su valor, a la cabeza de una compañía y frente a un enemigo formidable, haciéndose digno de los elogios que le prodigaron los capitanes generales duques de Tetuán y de Valencia, que ostentaban en sus pechos la Cruz laureada de San Fernando.

El 1 de septiembre de 1862 fue nombrado ayudante de profesor de la Academia del Cuerpo, cargo que desempeñó hasta marzo del 74, en que ascendió a capitán y quedó en Guadalajara mandando la compañía de depósito del 2.º Regimiento.
A principios de 1865 Garín fue destinado como profesor a la Academia, explicando las clases de Geometría analítica y Cálculos diferencial e integral hasta fines de mayo de 1866, época en la cual pasó a mandar la 2.ª compañía del 2.º Batallón del 1.er Regimiento de Ingenieros, de guarnición en Madrid. El 22 de junio tuvo una actuación notable tomando a los sublevados la artillería que habían emplazado en la calle de Preciados, por la que obtuvo el grado de comandante. Ese año fue también nombrado caballero de la Orden de Cristo de Portugal.
Continuó luego de guarnición en Madrid, prestando el servicio de su clase en el ya citado Regimiento, hasta que al ver triunfante la Revolución de 1868, Garín solicitó y obtuvo en octubre de este mismo año la licencia absoluta, renunciando a una brillante carrera, que le ofrecía precisamente en aquellos momentos un magnífico porvenir, pues acababa de ser ascendido a comandante, con motivo de los acontecimientos de septiembre.

### Tercera guerra carlista
Alejado de la vida militar permaneció Garín con su familia en Cazalla de la Sierra, hasta que empeñada la tercera guerra carlista, sus sentimientos eminentemente católicos y monárquicos le llevaron a esgrimir nuevamente las armas para pelear por la Religión y las tradiciones españolas.
En octubre de 1873 marchó a Lisboa, donde se embarcó para Burdeos. Desde allí pasó a España, presentándose a Don Carlos de Borbón el mismo día de la batalla de Montejurra.
Agregado Garín al Estado Mayor del general en jefe, con el empleo de teniente coronel, estuvo en Estella dirigiendo las obras de defensa, hasta que a mediados de enero de 1874 fue enviado a Vizcaya. Tomó parte en el sitio de Portugalete y fue herido de bala de fusil el día 21, obteniendo por ello la Cruz Roja de 2.ª clase del Mérito Militar.
No muy repuesto de su herida se presentó Garín el 1 de marzo al general en jefe, que le envió a las inmediatas órdenes del general Marqués de Valde-Espina, quien a su vez le dio el mando de los ingenieros de la división de Vizcaya, con los que construyó la batería de Cadena Vieja y algunas otras obras de la parte de Begoña. A fines de marzo fue llamado a la línea de Somorrostro para dirigir las obras de defensa que en un principio consistieron en sencillos parapetos, como muros de tepes, construidos sobre el nivel del suelo, y los cuales, si bien protegían bastante del fuego del fusil, no servían de mucho contra la artillería. Bajo la inteligente dirección de Garín, se sustituyeron los antiguos parapetos por series de trincheras que se comunicaban entre sí, cuyos fuegos se cruzaban convenientemente y que ofrecían seguro abrigo contra toda clase de proyectiles.
En las acciones de fines de abril se encontró Garín por la parte de Talledo y Sodupe, y levantado el sitio de Bilbao pasó con la fuerza de su mando a Zornoza y Galdácano, puntos en los que construyó nuevas trincheras.
A fines de mayo Garín tomó parte en las operaciones contra Hernani, después de las cuales fue destinado a las inmediatas órdenes del comandante general de Ingenieros Francisco Alemany, al cual ayudó muy eficazmente en todos sus trabajos de organización y asistió a su lado a la batalla de Abárzuza y al sitio de Irún, obteniendo en la primera el empleo de coronel.
Al crearse el 1 de enero de 1875 la Academia de Oficiales de Ingenieros de Campaña fue nombrado el coronel Garín, jefe de estudios, en el desempeño de cuyo cargo permaneció ya casi siempre en Vergara hasta la conclusión de la guerra, saliendo sin embargo algunas veces a inspeccionar y dirigir las fortificaciones de las líneas de Guipúzcoa y Navarra. El coronel Garín se sostuvo en Vergara al frente de la Academia de Ingenieros hasta la batalla de Elgueta, en cuyo mismo día explicó sus clases como de ordinario, casi en medio del enemigo, y después de la batalla se retiró a Iturmendi (en la Barranca), donde reanudó enseguida las clases hasta que llamado por el general Alemany, y fue a su lado, le acompañó en las últimas operaciones de Estella, y por último entró con él en Francia por los Alduides el día 26 de febrero de 1876. Don Carlos de Borbón premió el valor, la ilustración y la lealtad del coronel Garín, nombrándolo brigadier el día 28 de febrero de este mismo año.
El brigadier José Garín, condecorado con la medalla de Carlos VII, estuvo emigrado hasta 1878, año en que volvió a España.

### Regreso a España
Fundó en Madrid una Academia de Matemáticas muy acreditada por la instrucción que en ella adquirían los discípulos, y por el prestigio y talento de Garín. Destacado matemático, Garín fue el inventor de un teorema que reproducía el Tratado de Geometría de Rouché y Comberousse.
En una campaña antiduelista de principios del siglo XX, se recordó la actitud de rechazo a los duelos que había seguido Garín siendo alumno en la Academia de Ingenieros, sin que ello implicase cobardía, como demostraba su hoja de servicios.